# آندرس سن مارتین
آندرس سن مارتین (انگلیسی: Andrés San Martín؛ زادهٔ ۱۲ آوریل ۱۹۷۸) بازیکن فوتبال اهل آرژانتین است.
از باشگاه‌هایی که در آن بازی کرده‌است می‌توان به باشگاه ورزشی تنریف، باشگاه فوتبال ریور پلاته، باشگاه فوتبال آرسنال ساراندی، و باشگاه فوتبال بانفیلد اشاره کرد.